# 蔡東家
蔡东家（？—2019年1月17日），男，汉族，广东省汕尾市人，中華人民共和國毒梟。

## 生平
蔡氏等人的犯罪行為是破冰行動的原型故事。蔡氏利用多個官方身份包括广东省汕尾市人大代表，汕尾市陆丰市甲西镇博社村原支部书记，令自己可以在汕尾博社村從事毒品生意，其后在2014年，由廣東省公安廳和廣東省武警總隊對汕尾博社村進行收網行動。2016年2月3日，佛山市中级人民法院对蔡东家等人作出一审判决，以贩卖、制造毒品罪，判处蔡东家死刑，剥夺政治权利终身，并处没收个人全部财产，以包庇毒品犯罪分子罪，判处有期徒刑三年，决定执行死刑，剥夺政治权利终身，并处没收个人全部财产 。蔡东家不服一审判决，提出上诉。2018年1月25日，广东省高级人民法院二审开庭审理此案，于同年8月7日作出终审裁定：驳回上诉，维持原判，并依法报请最高人民法院核准。